# Bilstein
Els senyors de Bilstein foren un llinatge medieval en el que després fou Westfàlia amb propietats (l'anomenada terra de Bilstein) al Sauerland actual. Tenien la seva seu al castell de Bilstein a l'actual població de Lennestadt. Ha de diferenciar-se la família westfaliana de Bilstein que tenia les possessions al Werra i al Hessen del nord de la nissaga franca de comtes de Bilstein.

## Dominis

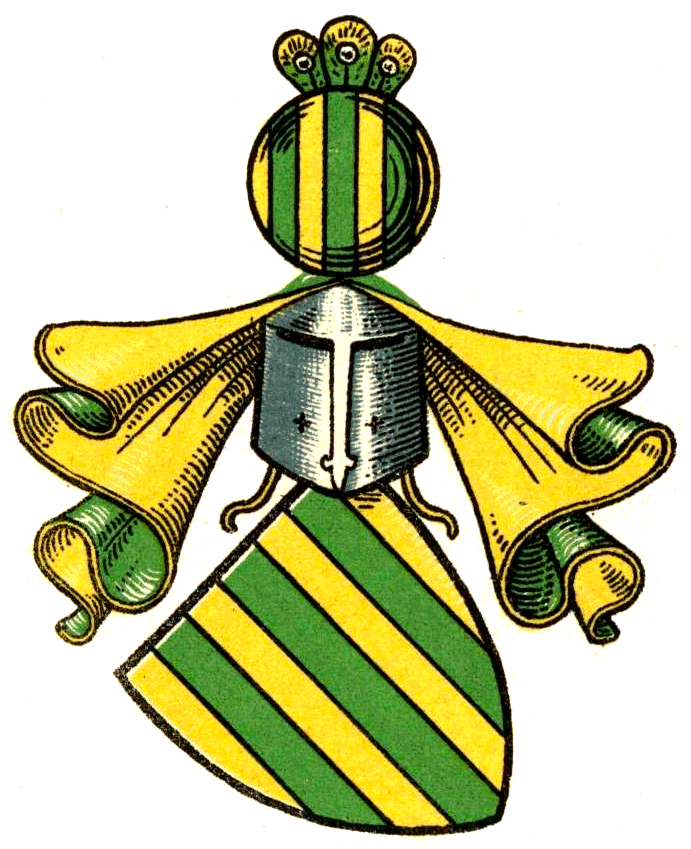
Blasó nobiliari dels Bilstein

Els dominis dels senyors abraçaven Bilstein amb les parròquies de Förde, Veischede, Kirchhundem, Rahrbach, Oberhundem i Lenne. Aquestes formaven el nucli de l'anomenat país Bilstein. A més van adquirir el país de Fredeburg amb les corts d'Eslohe i Viatjava i les parròquies Eslohe, Reiste, Wenholthausen i Cobbenrode; a la cort de Fredeburg hi pertanyia la ciutat de Fredeburg així com les parròquies Dorlar, Wormbach, Berghausen i Kirchrarbach. A més van tenir Oedingen i Schliprüthen. El domini sobre el país de Fredeburg el compartien amb els comtes d'Arnsberg. Participaven amb altres cavallers a Waldenburg. Bilstein limitava amb Nassau i Wittgenstein al sud, a l'est confinava amb la propietat del Monestir de Grafschaft, i al nord el país Fredeburg que era l'àrea d'influència dels comtes d'Arnsberg. A més el país Bilstein limitava amb l'antiga senyoria de Waldenburg.

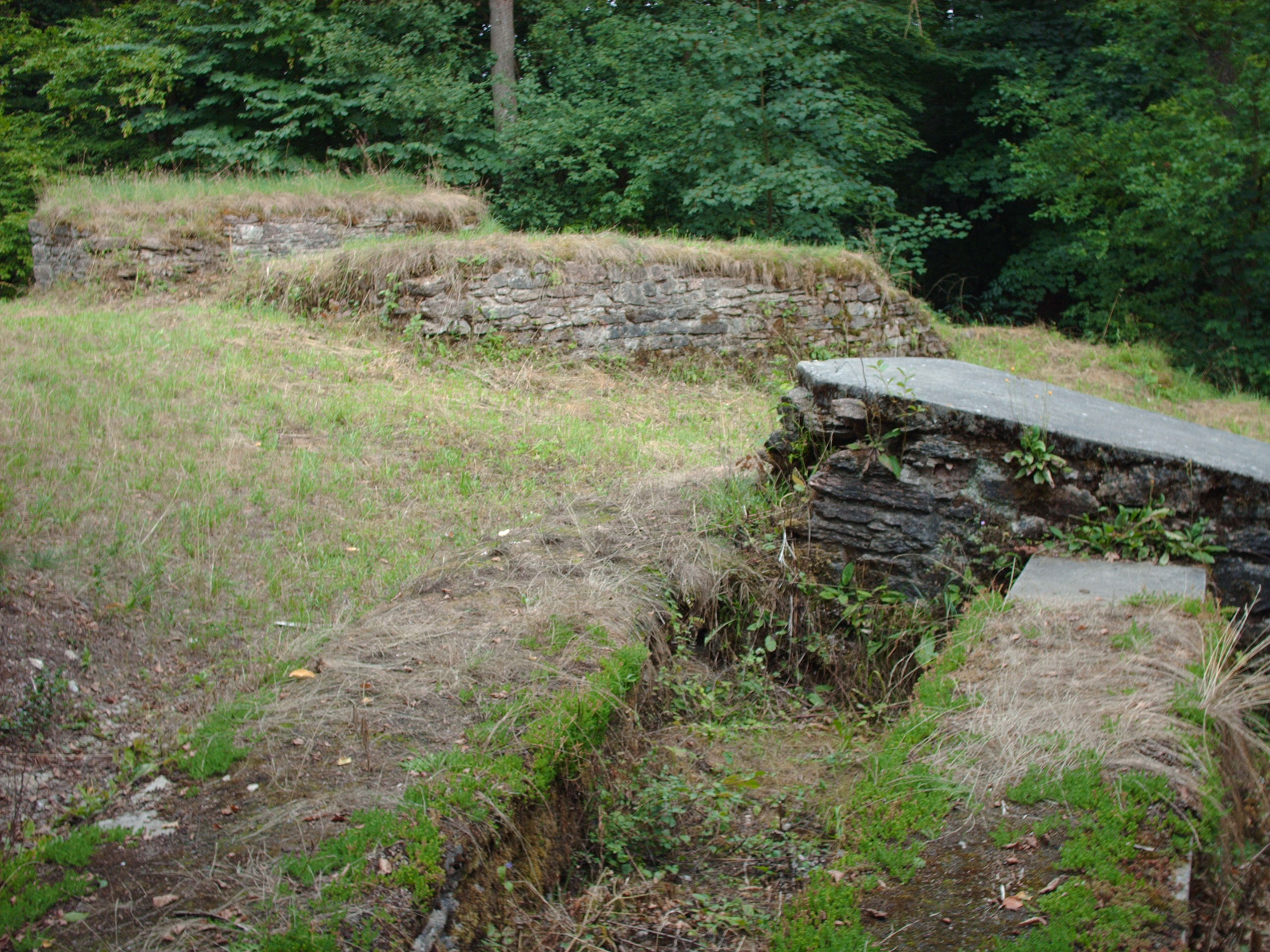
restes de Peperburg

## Blasó

blasó de la ciutat de Lennestadt

El blasó mostra tres pals sinople en camp d'or. Joan I i el seu fill Dieteric III de Bilstein feien servir un segell amb a l'escut d'armes amb 3 roses.

## Història
Originalment el llinatge vivia a castell de Peperburg a Förde al Grevenbrück i portaven el nom de Gevore, tanmateix també Vuore, Vore o Voere. El més vell representant conegut fou Enric de Gevore, que s'esmenta el 1141 com a testimoni de l'arquebisbe Arnold I de Colònia. Wolmarus de Bilstein abat de Werden i Helmstädt pertanyia a la família
Les notícies segures de la família són de 1170 quan un altre Enric de Vare fou testimoni en la fundació del monestir de Bredelar i el 1173 amb la confirmació de la fundació de Wedinghausen. També en els anys següents Enric apareix com a testimoni per als arquebisbes de Colònia per exemple en la fundació del monestir d'Oelinghausen. Amb altres nobles va morir el 1216 o 1217 després del final de primera guerra dels Limburg a Colònia. Els seus germans Witekinf i Herman foren canonges de la catedral de Colònia. El va succeir el seu fill Teodoric I o Dieteric I que actuava com el seu pare repetidament com a testimoni en documents. Per primer cop el 1225 era anomenat com a Bilstein. També els seus germans eren clergues a Colònia: un Enric era prebost a Sankt Severin, i un altre Godofreu, canonge a la catedral.
El poder de la casa Bilstein era tan important, que Dieteric tenia la seva pròpia administració amb un truchseß o majordom (intendent). El seu castell de Borghausen fou empenyorat als Dusentschüren i Dieteric va traslladar la residència de Förde al nou castell de Bilstein. Per la construcció del castell es van tenir en compte sobretot els aspectes de seguretat; la vall de Förde oferia menys protecció que un castell sobre una muntanya. Una altra tesi considera que fou la riquesa salvatge dels boscos extensos del Veischederberglandes el que va decidir la construcció allí del castell i el trasllat de residència; això podria haver estat un aspecte però el canvi per motius estratègics sembla més probable.
El successor del Dieteric I fou el seu fill Dieteric II. Com els seus avantpassats se l'esmenta com a testimoni a actes importants per exemple dels comtes d'Arnsberg. L'any 1258 Dieteric participava en la baralla d'arquebisbe Conrad de Colònia contra el bisbe Simó de Paderborn. Com altres nobles de la zona (viri nobiles et magnates partium Westfaliae) ho feia al costat dels comtes d'Arnsberg, Altena i la Mark. El papa va justificar l'acció contra Paderborn.
A Doeteric II el va succeir el seu fill Joan I. El seu germà Godofreu de Bilstein era abat del monestir de Grafschaft. Joan apareixia als documents per primer cop el 1255 com a senyor de Bilstein. L'any 1282 era nomenat Joan per l'arquebisbe Sigfrid de Colònia com a mariscal de Westfàlia i el 1298 jugava un rol important a la pau al territori. Va vendre la part de Bilstein a Waldenburg a Joan i Hunold de Plettenberg. A més va vendre el castell de Bilstein el 1293 als landgravis de Hessen i el conservava en feu d'aquestos. Els drets al domini del país Bilstein no es van veure per tant afectats.
miniatura|Bilstein
miniatura|Burg Bilstein
El successor de Johanns fou Dieteric III. Pel casament amb Catarina d'Arnsberg es lligaven encara més estretament les dues famílies (Bilstein i Arnsberg). Pel casament van adquirir Oberhundem i Oberveischede. L'any 1313 Dieteric va rebre de Guillem d'Arnsberg alguns béns i una sèrie de feus incloent l'advocacia d'Epfingsten a Soest. El capítol de la fundació relgiosa de Meschede va provocar un conficte; Dieteric assaltava a la gent de la fundació, els robava bestiar, etc. Després d'una amenaça per part de l'arquebisbe Enric II o la mediació de Guillem d'Arnsberg, el conflicte es va arranjar. Dieteric també posseïa la ciutat de Werl que va vendre el 1328 a un grup de ciutadans d'Attendorn i Soest. Dieteric va morie el 5 de novembre de 1335
L'últim senyor de Bilstein fou Joan II. Estava casat però no va tenir fills. Els països de Bilstein i Fredeburg passaren primer a la propietat del comtat de la Mark. Més tard es convertien en part de l'Arquebisbat de Colònia.